# 西蒙·巴尔
西蒙·巴尔（德語：Simon Barr，1985年9月12日—），德国男子赛艇运动员。他曾代表德国参加世界赛艇锦标赛，获得二枚金牌，均来自男子轻量级八人单桨有舵手项目。